# Gare de Kachigawa
La gare de Kachigawa (勝川駅, Kachigawa-eki) est une gare ferroviaire de la ville de Kasugai, dans la préfecture d'Aichi, au Japon. La gare est exploitée par les compagnies JR Central et TKJ.

## Situation ferroviaire
La gare de Kachigawa est située au point kilométrique (PK) 381,9 de la ligne principale Chūō. Elle marque le début de la ligne Jōhoku.

## Histoire
La gare de Kachigawa a été inaugurée le 25 juillet 1900. Le terminus de la ligne Jōhoku ouvre en 1991.

## Service des voyageurs

### Accueil
La gare dispose d'un bâtiment voyageurs, avec guichets, ouvert tous les jours. Le terminus de la ligne Jōhoku est situé au sud-ouest de la gare JR.

### Desserte

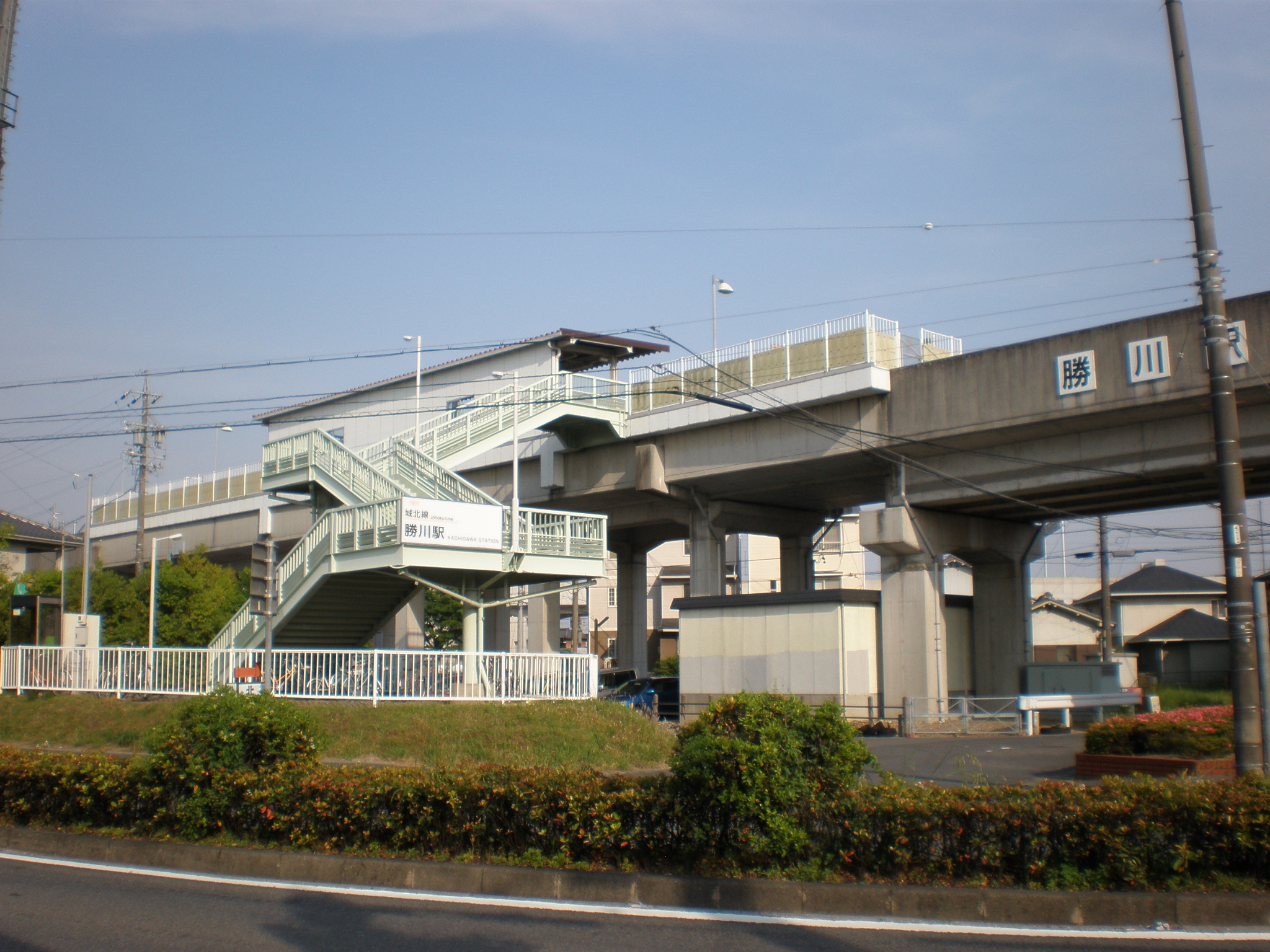
Terminus de la ligne Jōhoku.

#### JR Central
- Ligne principale Chūō :
  - voie 1 : direction Tajimi et Nakatsugawa
  - voie 2 : direction Nagoya

#### TKJ
- Ligne Jōhoku :
  - voie 1 : direction Biwajima